# Křídlok vakovitý

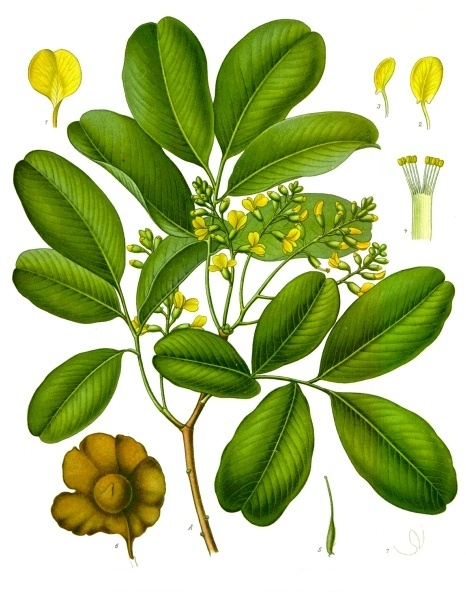
Listy a květenství

Křídlok vakovitý (Pterocarpus marsupium) je tropický listnatý strom, jeden z mnoha druhů rodu křídlok. Pochází ze smíšených lesů střední, západní a jižní Indie, Nepálu a Srí Lanky. Jeho počty v přírodě klesají a je podle IUCN zařazen mezi téměř ohrožené druhy.

## Popis
Opadavý, listnatý strom, často s pokrouceným nebo zdvojeným kmenem, rostoucí až do výšky 30 m. Kůra kmene je až 1,5 cm tlustá, šedá až tmavě hnědá, drsná a hluboce podélně rozpraskaná. Střídavě vyrůstající listy, dlouhé 7 až 11 cm, jsou lichozpeřené a mívají pět až sedm řapíkatých, střídavě vyrůstajících lístků. Jejich podlouhlé až eliptické čepele jsou na bázi klínovité, na vrcholu obvykle tupé a po obvodě celistvé, jsou tmavě zelené, kožovité a oboustranně lysé.
Žluté, vonné, oboupohlavné květy na krátkých stopkách bývají velké asi 1 cm, mají malé listeny, dva listence a vyrůstají ve velkých koncových nebo úžlabních latách. Kalich se zvonkovitou trubkou má pět krátkých laloků, dva horní bývají srostlé. Vystouplá dvoupyská koruna, dvakrát delší než kalich, má pět lístků s dlouhými nehty a vlnitým okrajem, pavézu okrouhlou, křídla šikmá a člunek tupý. Květ má deset tyčinek srostlých po pěti, stejně dlouhé nitky nesou kulovité prašníky. Spodní jednodílný semeník obsahuje dvě vajíčka, zakřivená čnělka je zakončená hlavičkovitou bliznou. Rozkvetlé květy se objevují od června do října, plody dozrávají od prosince do března a zůstávají na stromě až po květen.
Plody jsou okrouhlé, ploché a široce křídlaté, nepukavé lusky, 3 až 5 cm dlouhé a červenohnědě zbarvené. Obsahují po jednom semeni ledvinovitého tvaru, která si rok podržují schopnost vyklíčit. Stromy se rozmnožují výhradně semeny, ta se vysazují v březnu do teplé půdy po několikadenním namáčení ve vodě.

## Význam
Dřevo stromu je kvalitní, tvrdé, odolává vlhkosti, používá se pro výrobu nábytku, stavební účely i na železniční pražce. Jádro dřeva je zlatožluté, běl je světle žlutá až téměř bílá. Při styku s vlhkostí nebo vápnem však dřevo dostává rezavohnědou barvu.
Již ve starověké ájurvédské medicíně byly všechny části stromu používány jako léky proti různým nemocem. Kůra se např. požívá při bolestech břicha, choleře, úplavici a bolesti zubů, květy zlepšují chuť k jídlu. Při léčbě diabetu se pije voda, která stála přes noc v nádobce zhotovené ze dřeva křídloku vakovitého. Vědecké studie s vodným extraktem z jádrového dřeva prokázaly skutečnou účinnost při snižování hladiny glukózy v krvi u laboratorních krys.
Z kmene stromů se získává tzv. „Malabarské kino“ (anglicky Malabar Kino). Ze zářezů přes kůru kmene až do kambia vytéká krvavě červená klejopryskyřice, která po vysušení ztvrdne a rozdrolí se. Má svíravou chuť (obsahuje až 80 % tříslovin, hlavně ve formě kinotanninové kyseliny) a používá se hlavně v léčitelství, např. jako adstringens, anthelmintikum, antipyretikum a tonikum. Dále je užíváno k přibarvování vín (vermutů) a vydělávání jemných kůží, je rozpustné v alkoholu.

## Galerie

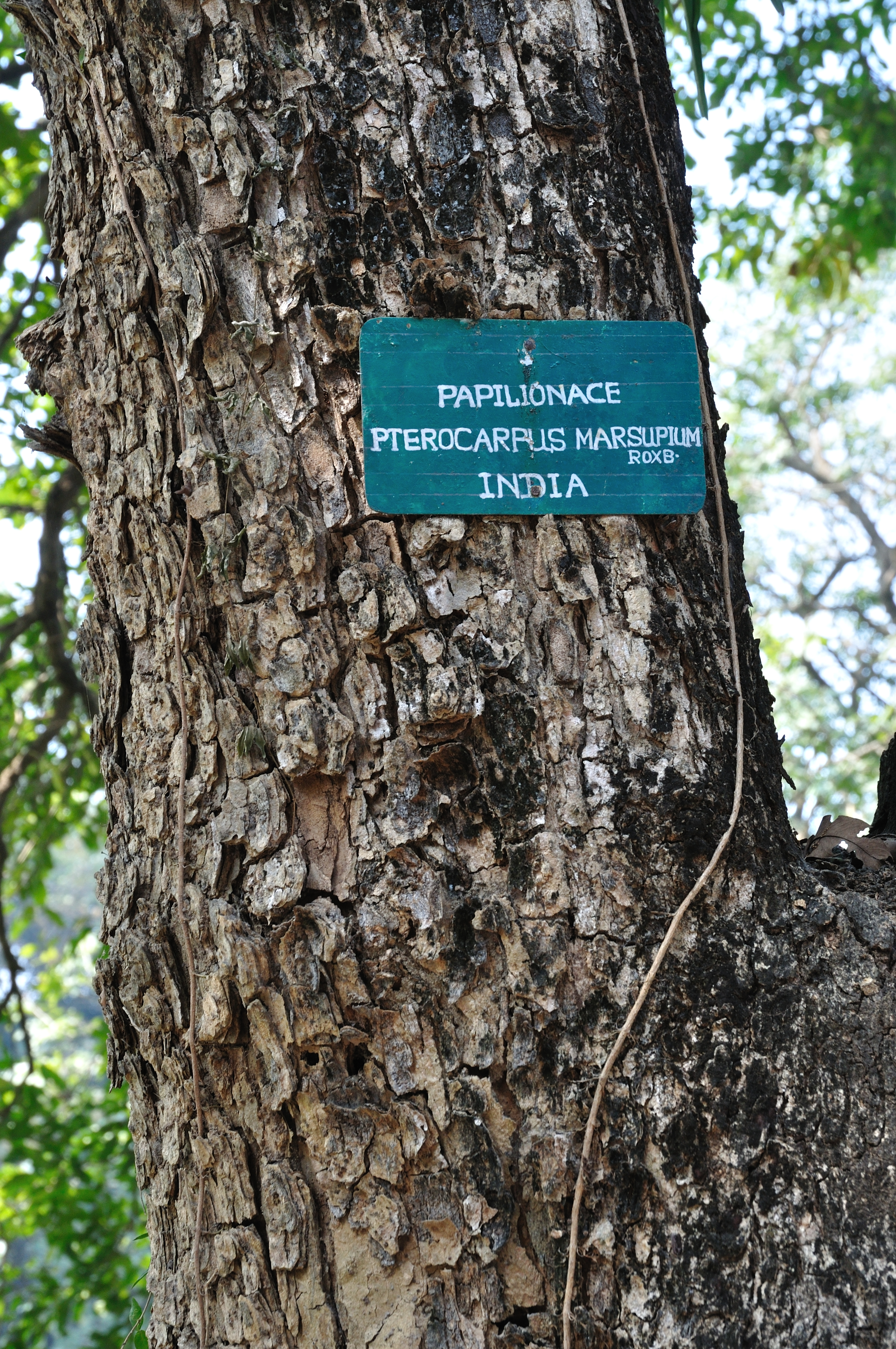
Kůra stromu
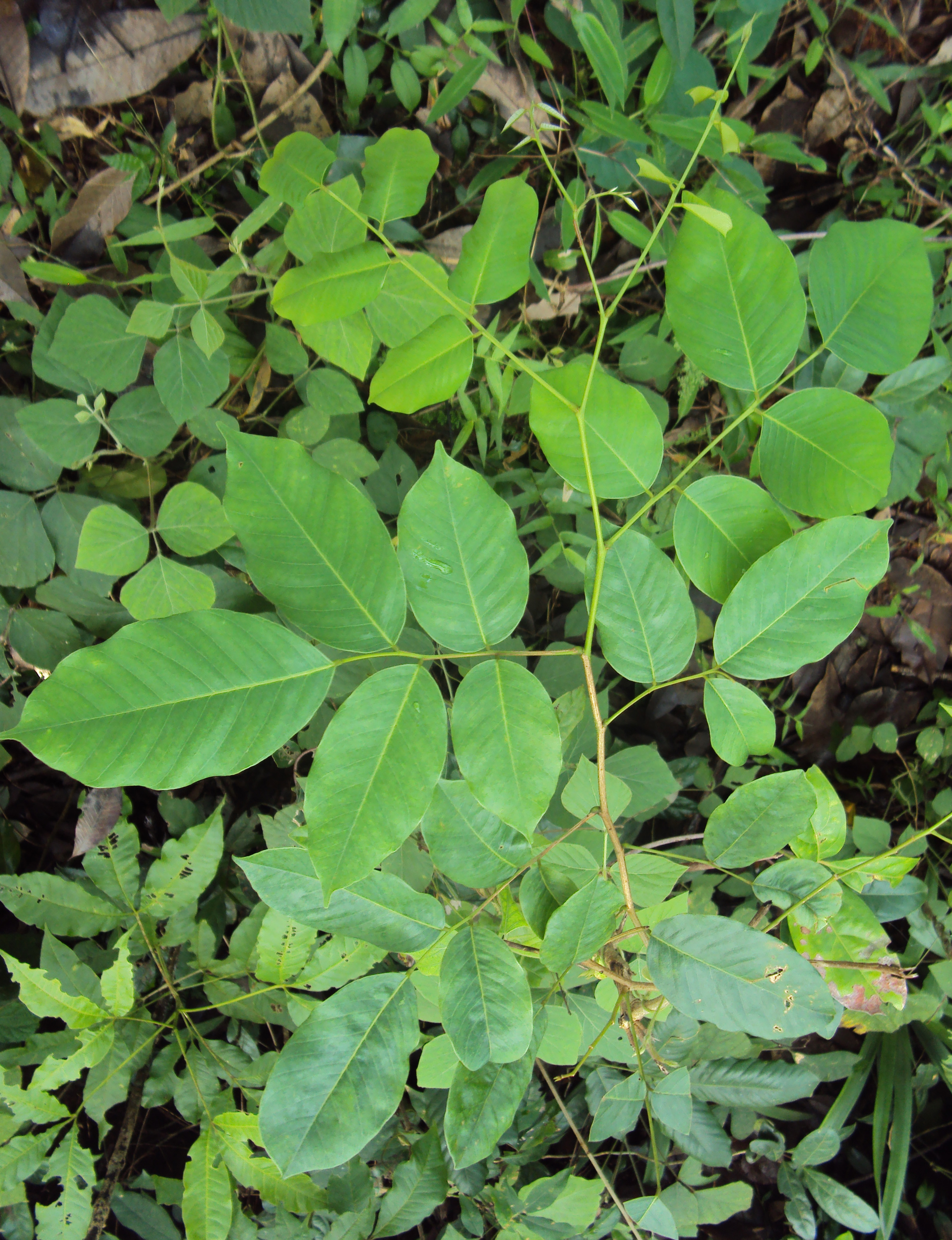
Listy
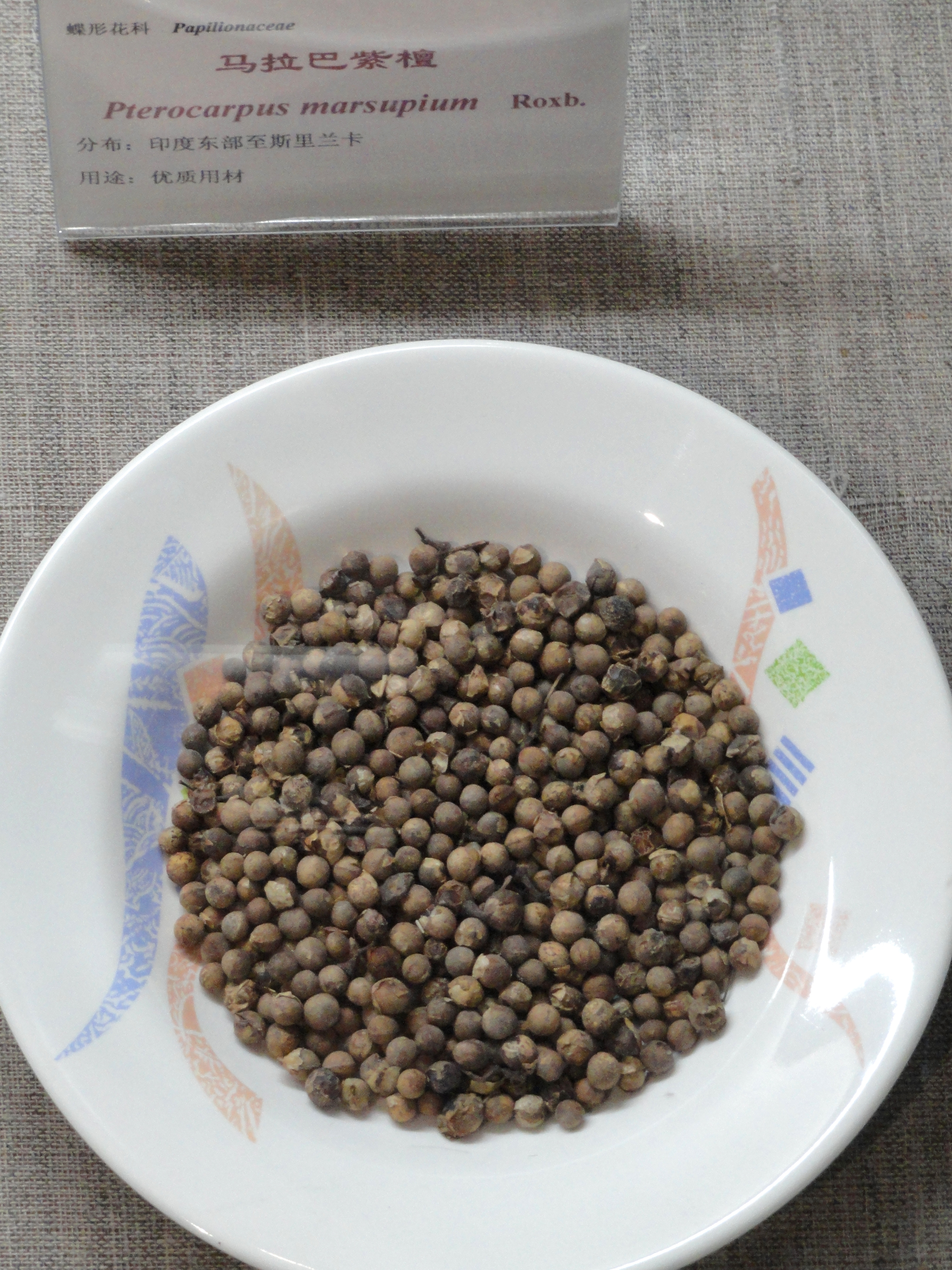
Semena